# Grüner Neon
Der Grüne Neon (Hemigrammus hyanuary), auch unter dem Namen Costello-Salmler bekannt, ist ein Schwarmfisch aus der Salmlerfamilie Acestrorhamphidae. Trotz seines irreführenden Namens gehört er nicht zu den Neonfischen der Gattung Paracheirodon, sondern zur Gattung Hemigrammus. Der Grüne Neon lebt im mittleren und oberen Amazonas von Iquitos bis São Paulo de Olivenca sowie im Hyanuary-See bei Manaus.
Der Grüne Neon ist ein friedlicher und anspruchsloser Schwarmfisch, der sich wegen seiner Genügsamkeit uneingeschränkt zur Haltung im Aquarium, auch in Gesellschaftsbecken, eignet.

## Merkmale
Seine Gestalt ist etwas hochrückiger als die der Echten Neons. Seine Oberseite ist von gelblicher bis olivgrüner Farbe, von der Oberkante des Kiemendeckels bis zur Schwanzwurzel zieht sich ein grünlich bis gelblich schillerndes Längsband. Seine Bauchseite ist silbrig. Der Grüne Neon wird vier Zentimeter lang.
Flossenformel: Dorsale 11, Anale 14–16

## Fortpflanzung
Grüne Neons laichen in der Dämmerung. Bei der Balz schwimmt das Männchen unter das Weibchen und folgt dessen Bewegungen, um sich bei der Eiablage seitlich eng an seinen Partner zu schmiegen. Die Jungfische schlüpfen nach 24 Stunden und schwimmen erst nach sechs Tagen frei.

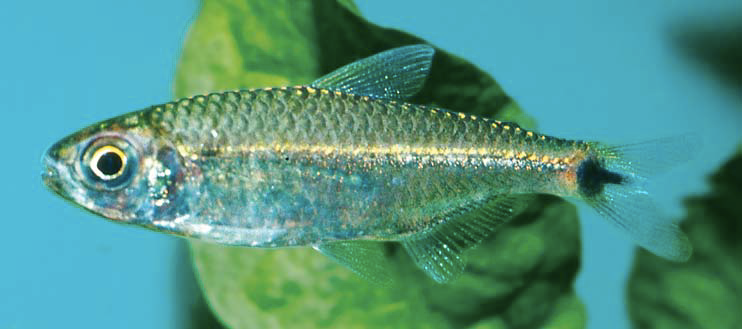
Silberstreifensalmler (H. levis)

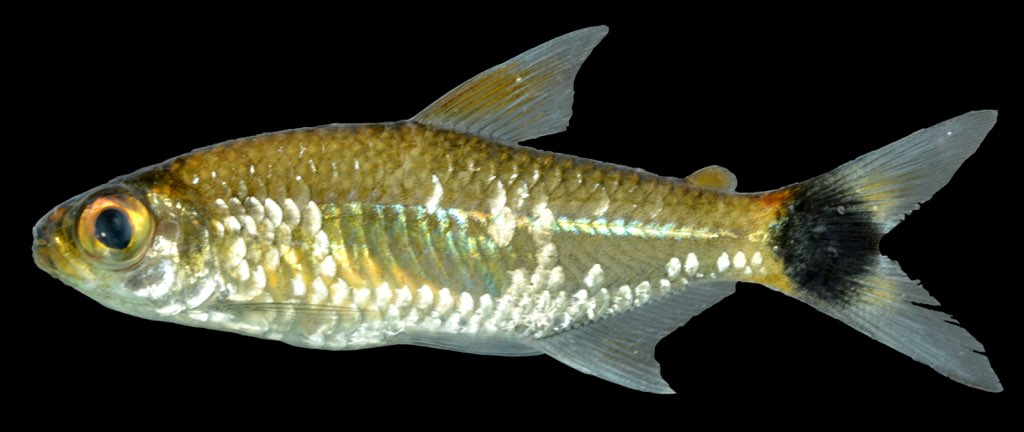
Moenkhausia ceros

## Systematik
Der Grüner Neon wurde 1918 durch die US-amerikanische Ichthyologin Marion Lee Durbin erstmals wissenschaftlich beschrieben und dabei in die Gattung Hemigrammus gestellt. Diese ist jedoch nicht monophyletisch, sondern besteht aus verschiedenen Kladen, die seit 2024 sogar unterschiedlichen Unterfamilien innerhalb der Familie Acestrorhamphidae zugeordnet werden. Während der Schwanzstrichsalmler (Hemigrammus unilineatus), die Typusart von Hemigrammus, und zahlreiche andere Arten der Gattung zur Unterfamilie Pristellinae gehören, gehört der Grüne Neon zur Unterfamilie Hyphessobryconinae und bildet dort eine Klade mit dem Silberstreifensalmler (Hemigrammus levis), Moenkhausia ceros und Macropsobrycon xinguensis.